# Аквапарк Wild Wadi
Аквапарк Wild Wadi (англ. Wild Wadi Water Park) — відкритий аквапарк в Дубаї Об'єднані Арабські Емірати. Розташований у районі Джумейра, поруч із Бурдж-ель-Араб і готелем Jumeirah Beach, аквапарком управляє компанія Jumeirah International, готельєр із Дубая.
У Wild Wadi є басейн з підігрівом/охолодженням хвиль, кілька водних гірок і дві штучні машини для серфінгу. У парку колись була найбільша водна гірка за межами Північної Америки, але з тих пір її прибрали, щоб звільнити місце для двох інших атракціонів. Ще однією особливістю парку є водоспад заввишки 18 метрів (59 футів), який спускається кожні десять хвилин. В аквапарку також є два сувенірні магазини, три ресторани та дві закусочні.
Це було показано в The Amazing Race 5 і The Amazing Race Asia 1, в яких команди повинні були скочуватися з 21 м падіння. Пізніше це було представлено в The Amazing Race Australia 2, але замість цього командам довелося їздити на машині для серфінгу та використовувати бугі-дошки, щоб пройти до кінця, де вони отримали наступну підказку.

## Атракціони
Ring Rides – це традиційні гірки для спуску. Гонщики можуть сісти на одинарний або подвійний ринг.
Tantrum Alley & Burj Surj – це дві нові гірки, які замінили сімейні атракціони. Обидва – перші у своєму роді в регіоні. Tantrum Alley — це гірка з поєднанням 3 торнадо, а Burj Surj має 2 чаші.
Jumeirah Sceirah — найвища і найшвидша водна гірка, що вільно падає за межами Північної та Південної Америки. Підйом до 33 м з вершниками, які досягають швидкості до 80 км/год.
Атракціони FlowRider, Wipeout і Riptide, — це симулятори серфінгу, які викидають більше семи тонн води за секунду тонким листом через формовані пінопластові конструкції. Ці атракціони створюють реалістичний ефект хвилі, що дозволяє вершникам кататися на бодіборді, клінборді або серфінгу.
Брейкерс-Бей — найбільший хвильовий басейн на Близькому Сході. Він створює паралельні хвилі довжиною 1,5 м, які перетинаються, у п’яти різних конфігураціях.
Juha's Journey — це річка довжиною 360 м, яка дозволяє гостям розслабитися і повільно плавати навколо парку.
Juha’s Dhow and Lagoon — це ігровий майданчик для дітей у Wild Wadi, де є понад 100 водних ігор/атракціонів.
Wipeout І Riptide мають лише чотири таких у світі. Його розробив неординарний американський юрист/фанатик серфінгу Томас Лохтефельд, Wipeout працює, випускаючи сім тонів води за секунду на тонкий аркуш, сформований пінопластовою структурою. Таким чином, він створює фантастичний хвильовий ефект, який ідеально підходить для бодібордингу та клінбордингу (або серфінгу під час приватних вечірок).

## Квитки та тарифи
Ціна квитків в аквапарк Wild Wadi залежить від зросту людини. Його поділяють на дві категорії: висотою вище і нижче 1,1 метра. При попередньому бронюванні квитків на сайті діють знижки. Крім того, діти віком до двох років вільний вхід за наявності підтвердження віку. За потреби за рушники та шафи стягуються за додаткову плату.